# Дыши ради нас
«Дыши ради нас» (англ. Breathe) — британский мелодраматический фильм режиссёра Энди Серкиса. В главных ролях Эндрю Гарфилд и Клер Фой. Сценарий фильма основан на реальных событиях.
Мировая премьера состоялась на Кинофестивале в Торонто в сентябре 2017 года. 29 июня стало известно, что фильм будет показан на Лондонском кинофестивале в качестве открытия гала-концерта.

## Сюжет
Чайный брокер Робин Кавендиш во время путешествия по Африке заболел полиомиелитом. В результате заболевания он оказался практически полностью парализован и дышать мог только при помощи аппарата искусственной вентиляции. Робин провел бы остаток жизни в больнице, если бы не воля и инициатива его супруги Дайаны. Она приобрела аппарат в личное пользование и настояла на том, чтобы мужа перевезли домой. Врачи дают пациенту не более двух-трех недель жизни, однако Кавендиши бросают вызов представлениям медицины.
К Робину постепенно возвращается интерес к жизни, к семье и растущему сыну. У семьи постепенно появляются средства благодаря удачно вложенным акциям. Дайана, при помощи знакомого механика, разрабатывает мобильный вариант аппарата вентиляции на аккумуляторах, и Робин стал способен выезжать из дому, вести активный образ жизни. Супруги даже выезжают на отдых в Испанию. Благодаря инициативе Кавендишей инвалидные кресла новой конструкции начинают производить на массовой основе. Робин принимает участие в европейском конгрессе по вопросам инвалидности. Он предлагает лучше интегрировать в общество инвалидов, даже с самой тяжелой формой неподвижности.
Из-за многолетнего использования интубационной трубки у больного прогрессирует легочное кровотечение. В результате Робин решает больше не продолжать искусственно существование и добровольно уйти из жизни. Кавендиш устраивает для друзей прощальную вечеринку после чего распоряжается отключить аппарат. В реальности Робин скончался в 1994 году.

## В ролях
- Эндрю Гарфилд — Робин Кавендиш[5]
- Клер Фой — Диана Кавендиш[8][9]
- Том Холландер — Блоггз и Дэвид Блэкеры[8]
- Хью Бонневилль — Тедди Холл[10][11]
- Дин-Чарльз Чэпмен — Джонатан Кавендиш[12]
- Миранда Рэйсон — Мэри Донвей
- Стивен Мэнгэн — доктор Клемент Эйткен
- Дайана Ригг — леди Невилл
- Эдвард Спелирс — Колин Кэмпбелл
- Роджер Эштон-Гриффитс — священник

## Прокат
В кинотеатрах США премьера состоялась 13 октября 2017 года. В широкий прокат в Мексике, Норвегии и на Тайване фильм вышел 3 ноября 2017 года, в Гонконге и России — 30 ноября 2017 года, в Нидерландах — 14 декабря 2017 года, в Австралии и Новой Зеландии — 26 декабря 2017 года.